# Geelbandlangsprietmot
De geelbandlangsprietmot (Nemophora degeerella) is een vlinder uit de familie van de langsprietmotten (Adelidae). De wetenschappelijke naam van de soort is als Phalaena degeerella gepubliceerd door Linnaeus in 1758 in de tiende editie van Systema naturae.

## Uiterlijk
De spanwijdte van de vlinder bedraagt tussen de 16 en 23 millimeter.
De mannetjes hebben opvallend lange voelsprieten die bijna viermaal zo lang zijn als de voorvleugels terwijl de vrouwtjes veel kortere sprieten hebben, slechts iets langer dan de voorvleugel.

## Voorkomen
De vlinder komt voor in nat bosrijk gebied en is algemeen in Nederland en België.

## Levenswijze
De vliegtijd is van mei tot en met juli. De rups leeft op bladresten van berken. De volwassen vlinder heeft de adderwortel, gewone margriet en brandnetels als voedselplant.

## Benaming
Nemophora degeerella is vernoemd naar de Zweedse industrieel en entomoloog Charles De Geer.

## Externe link

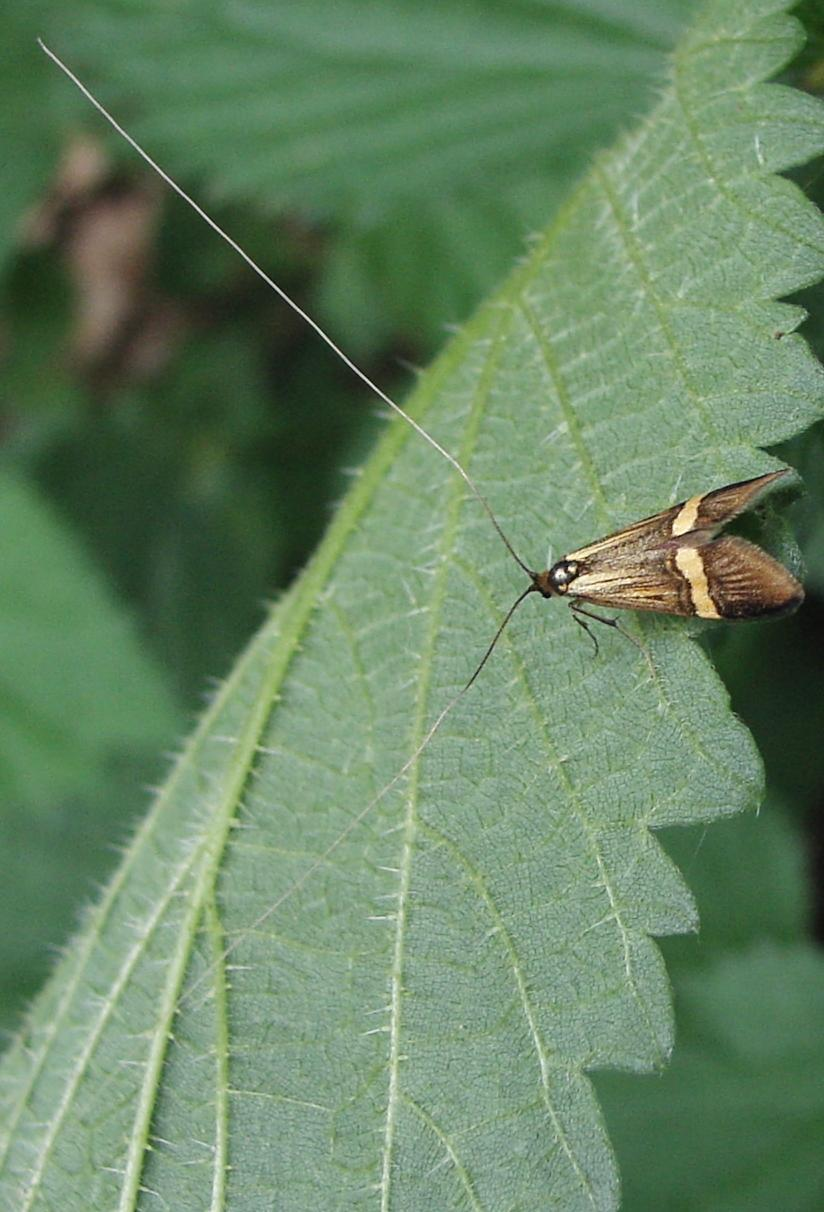
Lange sprieten van het mannetje